# Springen

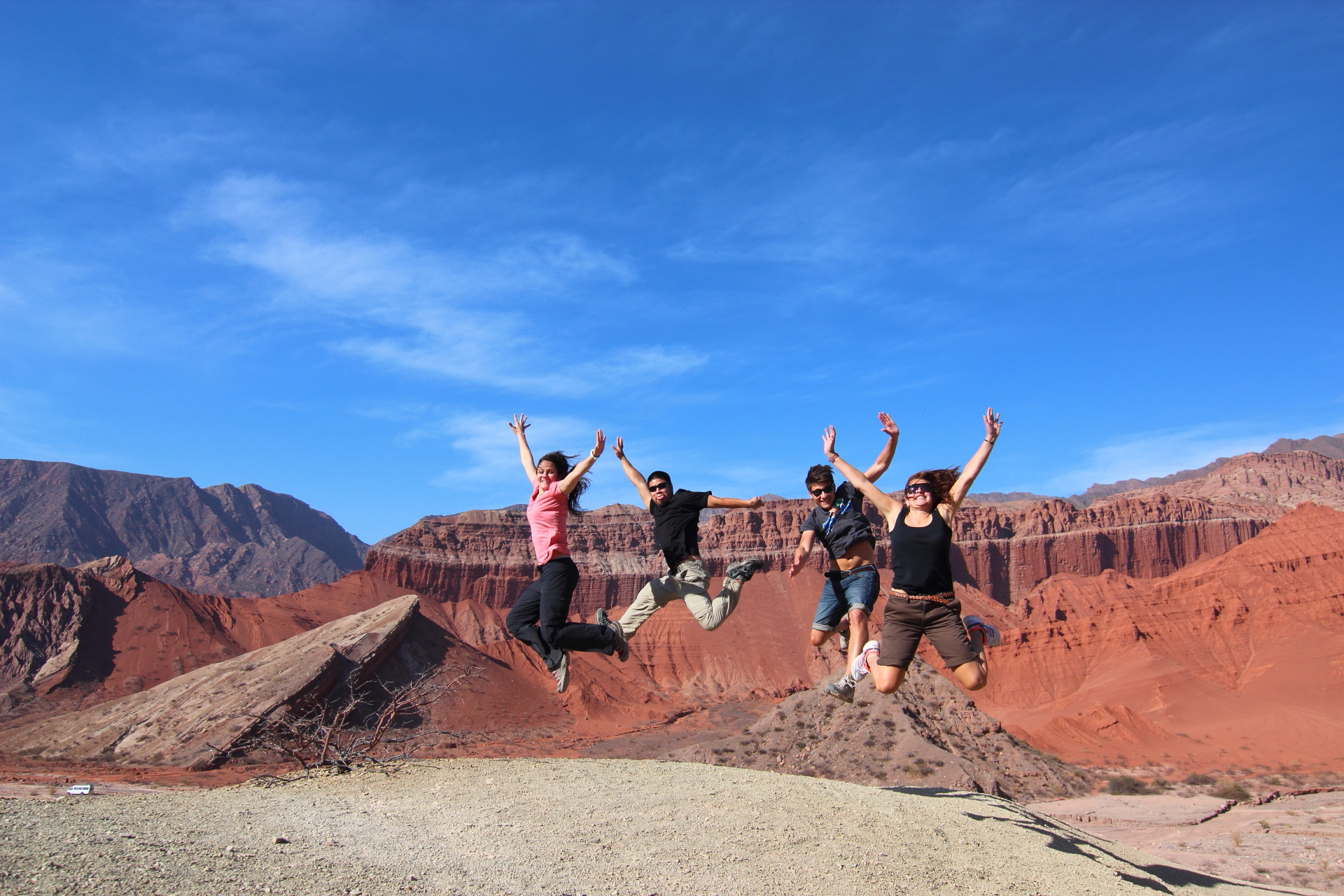
Springen aus Freude: Sprung in die Luft

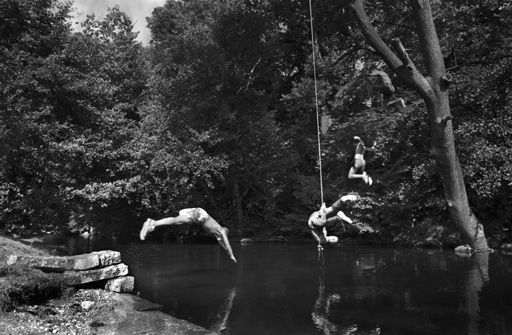
Springen als Mutprobe: Sprung ins Wasser

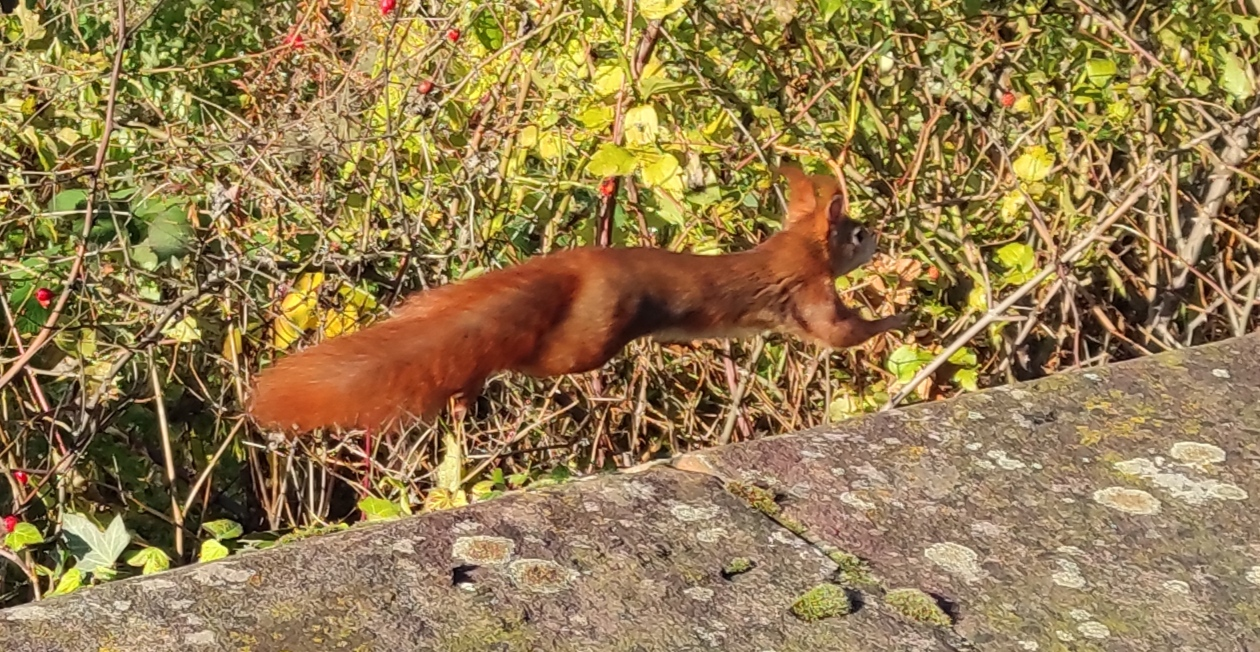
Eichhörnchen springt

Springen  (Nomen: Sprung) ist das Abschnellen des Körpers vom Boden, wobei ein oder mehr Füße eingesetzt werden, um Höhe, Weite oder Tiefe zu überwinden. Kleine Sprünge heißen auch Hüpfer, Sprünge mit geschlossenen Beinen werden als Schlusssprung bezeichnet. Die Tätigkeit kann von Menschen und von Tieren – z. B. Pferden – ausgeführt werden. Es ist eine der ältesten körperlichen Übungen.
Springen kann dazu dienen, einer Gefahrensituationen zu entkommen. Sprungrettungsgeräte helfen dabei, die Landung ohne Verletzungen zu überstehen.

## Disziplinen

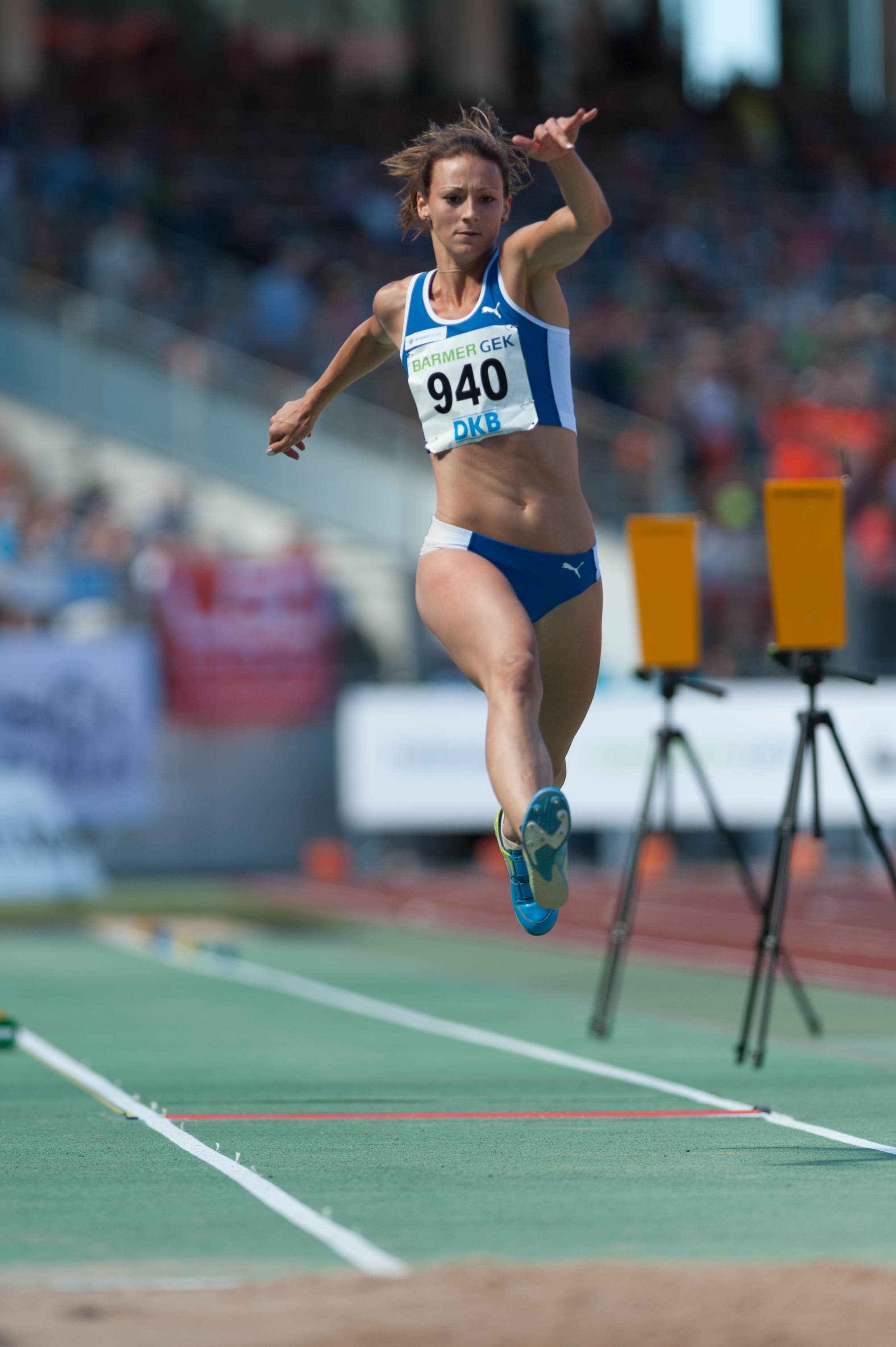
Dreisprung von Kristin Gierisch bei den Deutschen Leichtathletik-Meisterschaften 2015: erster Sprung (Hop) …

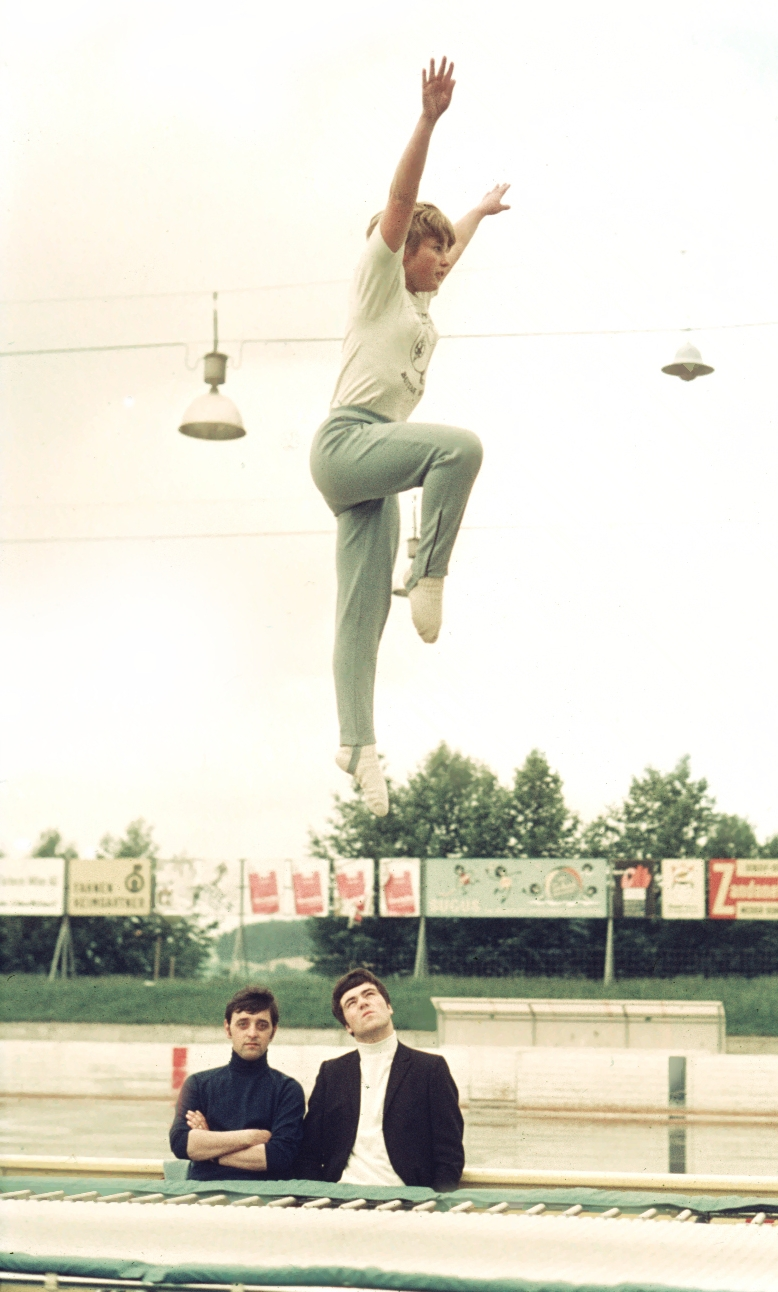
Die Weltmeisterin im Turmspringen 1970, Milena Duchková, bei einer Übung auf dem Trampolin.

Beim Freispringen ist der Springer lediglich auf die eigene Sprungkraft angewiesen, beim Gerätespringen (früher gemischtes Springen) wird er durch geeignete Geräte unterstützt. Man unterscheidet
- Sportarten
  - Wasserspringen
  - Klippenspringen
  - Weitsprung
  - Hochsprung
  - Dreisprung
  - Stabhochsprung
  - Sprung (Gerätturnen)
  - Trampolinspringen
  - Skispringen
  - Fallschirmspringen
  - Bungeespringen
  - Base-Jumping
- Tiersport
  - Springreiten
  - Agility für Hunde
  - Kaninhop

Bei einigen Sportarten ist das Springen ein wesentlicher Bestandteil:
- Bodenturnen
- Akrobatik
- Parkour
- Stiersprung
- Ballsportarten
- Voltigieren
- Freestyle-Skiing
- Eiskunstlauf
- Tricks beim Skateboard-Fahren

## Tierreich
Für eine Reihe von Tierarten ist das Springen eine weit verbreitete Weise der Fortbewegung, so bei den Flöhen, Springschwänzen, Heuschrecken, Schnellkäfern, zahlreichen Froschartenn und vielen Kängurus.
Charakteristisch für einige Antilopenarten ist der sogenannte Prellsprung, bei dem die Tiere sich mit steifen Läufen in die Luft katapultieren, besonders auffällig und hoch bei Impalas.
Einige Prädatoren erjagen ihre Beute mit einem Fangsprung, so beispielsweise Füchse mit ihrem Mäusesprung oder Springspinnen.